# Olympische Sommerspiele 1996/Leichtathletik – 110 m Hürden (Männer)

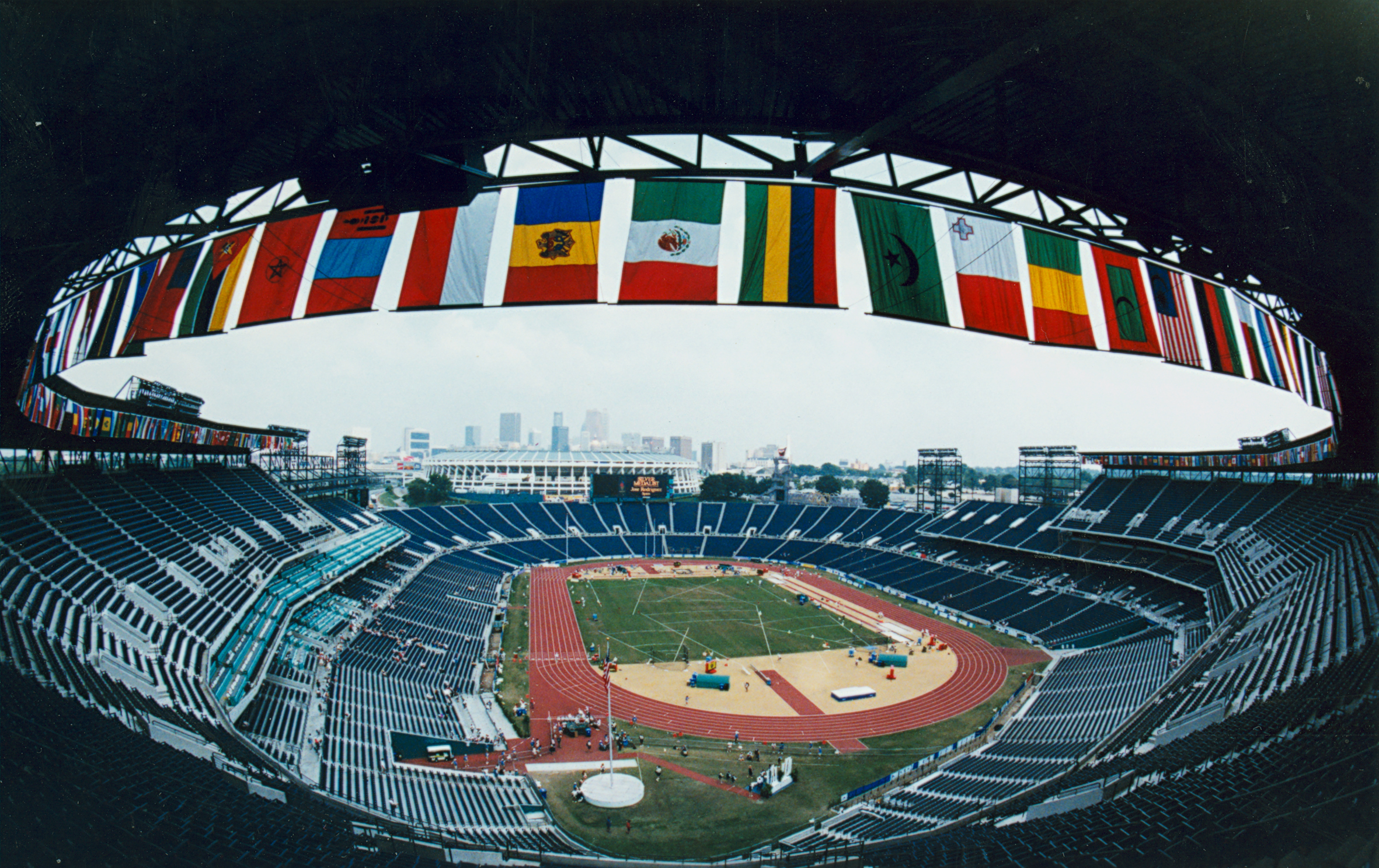
Das Centennial Olympic Stadium von Atlanta im Jahr 1996

Der 110-Meter-Hürdenlauf der Männer bei den Olympischen Spielen 1996 in Atlanta wurde am 28. und 29. Juli 1996 im Centennial Olympic Stadium ausgetragen. 62 Athleten nahmen teil.
Olympiasieger wurde der US-Amerikaner Allen Johnson. Er gewann vor seinem Landsmann Mark Crear und dem Deutschen Florian Schwarthoff.
Neben Medaillengewinner Schwarthoff starteten Claude Edorh und Eric Kaiser für Deutschland. Edorh schied im Viertelfinale aus, Kaiser kam bis ins Halbfinale.

Für Österreich nahmen Elmar Lichtenegger und Herwig Röttl teil. Auch der Olympiasieger von 1992 Mark McKoy – damals für Kanada am Start – lief hier für Österreich. Lichtenegger und Röttl scheiterten in der Vorrunde, McKoy im Viertelfinale.

Athleten aus der Schweiz und Liechtenstein nahmen nicht teil.

## Aktuelle Titelträger
| Olympiasieger 1992                      | Mark McKoy ( Kanada)               | 13,12 s | Barcelona 1992       |
| Weltmeister 1995                        | Allen Johnson ( USA)               | 13,00 s | Göteborg 1995        |
| Europameister 1994                      | Colin Jackson ( Großbritannien)    | 13,08 s | Helsinki 1994        |
| Panamerikanischer Meister 1995          | Roger Kingdom ( USA)               | 13,39 s | Mar del Plata 1995   |
| Zentralamerika und Karibik-Meister 1995 | Erik Batte ( Kuba)                 | 13,49 s | Guatemala-Stadt 1995 |
| Südamerika-Meister 1995                 | Joilto Bonfim ( Brasilien)         | 13,92 s | Manaus 1995          |
| Asienmeister 1995                       | Chen Yanhao ( Volksrepublik China) | 13,65 s | Jakarta 1995         |
| Afrikameister 1996                      | William Erese ( Nigeria)           | 13,7 s  | Yaoundé 1996         |
| Ozeanienmeister 1994                    | Nick Bolton ( Neuseeland)          | 14,67 s | Auckland 1994        |

## Rekorde

### Bestehende Rekorde
| Weltrekord         | 12,91 s | Colin Jackson ( Großbritannien) | Stuttgart, Deutschland    | 20. August 1993    |
| Olympischer Rekord | 12,98 s | Roger Kingdom ( USA)            | Finale OS Seoul, Südkorea | 26. September 1988 |

### Rekordverbesserung
Der US-amerikanische Olympiasieger Allen Johnson verbesserte den bestehenden olympischen Rekord im Finale am 29. Juli bei einem Rückenwind von 0,6 m/s um drei Hundertstelsekunden auf 12,95 s. Den Weltrekord verfehlte er dabei um vier Hundertstelsekunden.
Anmerkung:
Alle Zeiten sind in Ortszeit Atlanta (UTC−5) angegeben.

## Vorrunde
28. Juli 1996
Die Athleten traten insgesamt acht Vorläufen an. Für das Viertelfinale qualifizierten sich pro Lauf die ersten drei Hürdensprinter. Darüber hinaus kamen die acht Zeitschnellsten, die sogenannten Lucky Loser, weiter. Die direkt qualifizierten Sportler sind hellblau, die Lucky Loser hellgrün unterlegt.

### Vorlauf 1

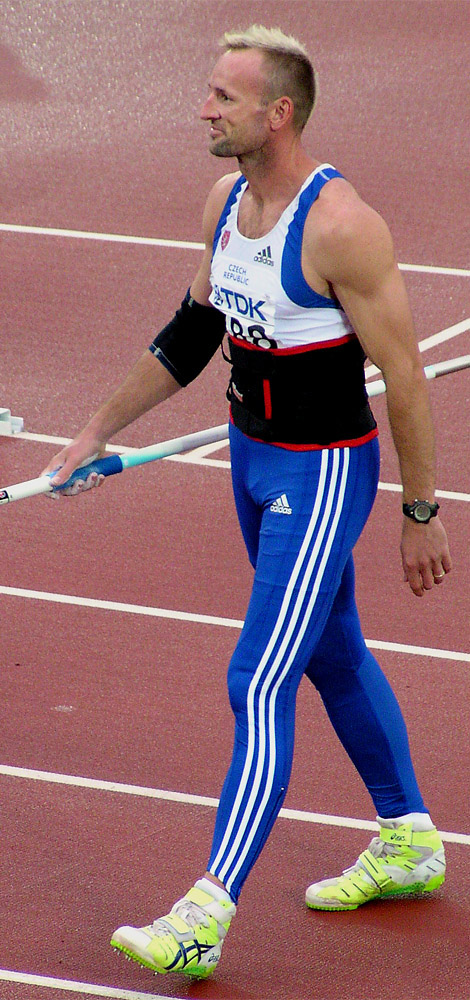
Tomáš Dvořák (hier bei einem Zehnkampf, seiner eigentlichen Hauptdisziplin) schied als Sechster seines Vorlaufs aus

10:45 Uhr
Wind: −0,5 m/s
| Platz | Name           | Nation              | Zeit (s) |
| ----- | -------------- | ------------------- | -------- |
| 1     | Igor Kováč     | Slowakei            | 13,62    |
| 2     | Mark McKoy     | Österreich          | 13,70    |
| 3     | Andrei Kislych | Russland            | 13,74    |
| 4     | Claude Edorh   | Deutschland         | 13,74    |
| 5     | Chen Yanhao    | Volksrepublik China | 13,76    |
| 6     | Tomáš Dvořák   | Tschechien          | 13,78    |
| 7     | Miguel Soto    | Puerto Rico         | 13,94    |
| 8     | Judex Lefou    | Mauritius           | 14,69    |

### Vorlauf 2
10:50 Uhr
Wind: +0,2 m/s
| Platz | Name                | Nation         | Zeit (s) |
| ----- | ------------------- | -------------- | -------- |
| 1     | Florian Schwarthoff | Deutschland    | 13,39    |
| 2     | Erik Batte          | Kuba           | 13,47    |
| 3     | Andrew Tulloch      | Großbritannien | 13,56    |
| 4     | Johan Lisabeth      | Belgien        | 13,72    |
| 5     | Claes Albihn        | Schweden       | 13,79    |
| 6     | Moses Oyiki         | Nigeria        | 14,04    |
| 7     | Seán Cahill         | Irland         | 14,28    |
| 8     | Jurij Aristow       | Usbekistan     | 15,04    |

### Vorlauf 3

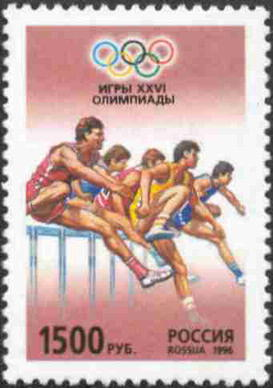
Russische Briefmarke
zum 110-m-Hürdenlauf

10:55 Uhr
Wind: +1,0 m/s
| Platz | Name               | Nation     | Zeit (s) |
| ----- | ------------------ | ---------- | -------- |
| 1     | Mark Crear         | USA        | 13,44    |
| 2     | Anier García       | Kuba       | 13,56    |
| 3     | Sven Pieters       | Belgien    | 13,56    |
| 4     | George Boroi       | Rumänien   | 13,66    |
| 5     | Emerson Perín      | Brasilien  | 13,76    |
| 6     | Wagner Marseille   | Haiti      | 13,95    |
| 7     | Herwig Röttl       | Österreich | 14,08    |
| 8     | Fawaz Ismail Johar | Bahrain    | 14,32    |

### Vorlauf 4
11:00 Uhr
Wind: −0,1 m/s
| Platz | Name          | Nation         | Zeit (s) |
| ----- | ------------- | -------------- | -------- |
| 1     | Colin Jackson | Großbritannien | 13,36    |
| 2     | Eric Kaiser   | Deutschland    | 13,64    |
| 3     | Guntis Peders | Lettland       | 13,72    |
| 4     | Frank Mensah  | Ghana          | 13,87    |
| 5     | William Erese | Nigeria        | 13,98    |
| 6     | Joe Naivalu   | Fidschi        | 14,23    |
| DNS   | Herman Majid  | Malaysia       |          |
| DNS   | Curt Young    | Panama         |          |

### Vorlauf 5
11:05 Uhr
Wind: +0,3 m/s
| Platz | Name                 | Nation       | Zeit (s) |
| ----- | -------------------- | ------------ | -------- |
| 1     | Allen Johnson        | USA          | 13,66    |
| 2     | Krzysztof Mehlich    | Polen        | 13,81    |
| 3     | Walmes de Souza      | Brasilien    | 13,82    |
| 4     | Stelios Bisbas       | Griechenland | 13,85    |
| 5     | Antti Haapakoski     | Finnland     | 13,90    |
| 6     | Miguel de los Santos | Spanien      | 14,01    |
| 7     | Steve Adegbite       | Nigeria      | 14,06    |
| DNF   | Henry Andrade        | Kap Verde    |          |

### Vorlauf 6

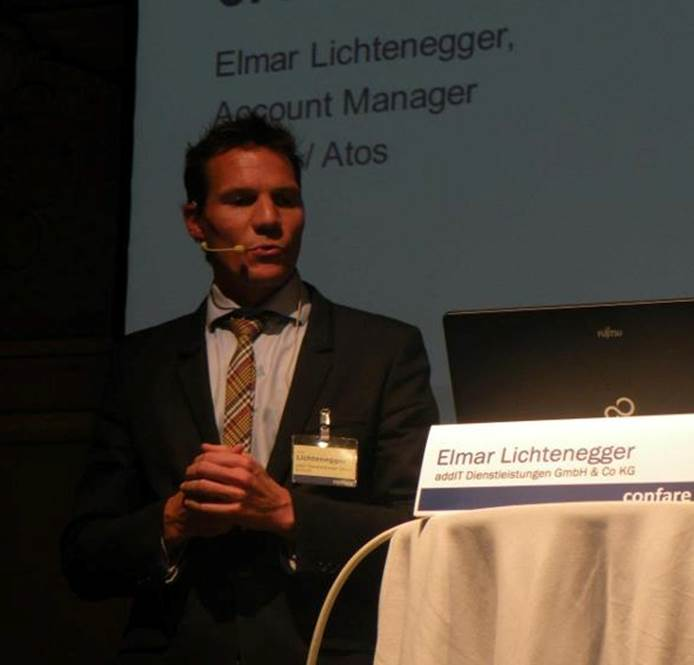
Elmar Lichtenegger (Aufnahme: 2013) – ausgeschieden als Sechster des sechsten Vorlaufs

11:10 Uhr
Wind: +0,2 m/s
| Platz | Name                  | Nation         | Zeit (s) |
| ----- | --------------------- | -------------- | -------- |
| 1     | Tony Jarrett          | Großbritannien | 13,47    |
| 2     | Vincent Clarico       | Frankreich     | 13,52    |
| 3     | Thomas Kearns         | Irland         | 13,67    |
| 4     | Pedro Chiamulera      | Brasilien      | 13,70    |
| 5     | Jewgeni Petschonkin   | Russland       | 13,86    |
| 6     | Elmar Lichtenegger    | Österreich     | 14,03    |
| 7     | Prodromos Katsantonis | Zypern         | 14,34    |
| 8     | Hakim Mazou           | Republik Kongo | 14,52    |

### Vorlauf 7
11:15 Uhr
Wind: +2,3 m/s – um 0,3 Sekunden über dem erlaubten Limit, alle Zeiten damit nicht bestenlistenreif
| Platz | Name             | Nation     | Zeit (s) |
| ----- | ---------------- | ---------- | -------- |
| 1     | Kyle Vander Kuyp | Australien | 13,32    |
| 2     | Emilio Valle     | Kuba       | 13,35    |
| 3     | Jonathan N’Senga | Belgien    | 13,61    |
| 4     | Igors Kazanovs   | Lettland   | 13,74    |
| 5     | Timothy Kroeker  | Kanada     | 13,74    |
| 6     | Jesús Font       | Spanien    | 13,90    |
| 7     | Mahesh Perera    | Sri Lanka  | 14,24    |
| 8     | José Riesco      | Peru       | 14,29    |

### Vorlauf 8
11:20 Uhr
Wind: +2,8 m/s – um 0,8 Sekunden über dem erlaubten Limit, alle Zeiten damit nicht bestenlistenreif
| Platz | Name              | Nation              | Zeit (s) |
| ----- | ----------------- | ------------------- | -------- |
| 1     | Eugene Swift      | USA                 | 13,36    |
| 2     | Li Tong           | Volksrepublik China | 13,57    |
| 3     | Robert Foster     | Jamaika             | 13,58    |
| 4     | Levente Csillag   | Ungarn              | 13,64    |
| 5     | Emmanuel Romary   | Frankreich          | 13,68    |
| 6     | Carlos Sala       | Spanien             | 13,94    |
| 7     | Jenija Schorochow | Kirgisistan         | 14,29    |
| 8     | Paul Tucker       | Guyana              | 14,65    |

## Viertelfinale
28. Juli 1996
In den vier Viertelfinalläufen qualifizierten sich pro Lauf die ersten vier Athleten für das Halbfinale (hellblau unterlegt).

### Lauf 1
18:30 Uhr
Wind: +1,2 m/s
| Platz | Name             | Nation         | Zeit (s) | Anmerkung                     |
| ----- | ---------------- | -------------- | -------- | ----------------------------- |
| 1     | Eugene Swift     | USA            | 13,37    |                               |
| 2     | Robert Foster    | Jamaika        | 13,51    |                               |
| 3     | Johan Lisabeth   | Belgien        | 13,53    |                               |
| 4     | Vincent Clarico  | Frankreich     | 13,57    |                               |
| 5     | Guntis Peders    | Lettland       | 13,59    |                               |
| 6     | Pedro Chiamulera | Brasilien      | 13,77    |                               |
| DNF   | Eric Kaiser      | Deutschland    |          | für das Halbfinale zugelassen |
| DSQ   | Tony Jarrett     | Großbritannien |          | Behinderung                   |

Wegen einer Behinderung durch den Briten Tony Jarrett konnte Eric Kaiser aus Deutschland sein Rennen nicht beenden. Jarrett wurde disqualifiziert, Kaiser durfte mit einer Wildcard im Halbfinale starten (hellgrün unterlegt).

### Lauf 2

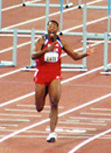
Anier García – ausgeschieden als Fünfter des zweiten Viertelfinals

18:40 Uhr
Wind: +1,1 m/s
| Platz | Name                | Nation              | Zeit (s) |
| ----- | ------------------- | ------------------- | -------- |
| 1     | Mark Crear          | USA                 | 13,14    |
| 2     | Florian Schwarthoff | Deutschland         | 13,27    |
| 3     | Igors Kazanovs      | Lettland            | 13,42    |
| 4     | Li Tong             | Volksrepublik China | 13,43    |
| 5     | Thomas Kearns       | Irland              | 13,55    |
| 6     | Anier García        | Kuba                | 13,58    |
| 7     | Jonathan N’Senga    | Belgien             | 13,63    |
| 8     | Emmanuel Romary     | Frankreich          | 13,81    |

### Lauf 3
18:40 Uhr
Wind: +1,4 m/s
| Platz | Name           | Nation         | Zeit (s) |
| ----- | -------------- | -------------- | -------- |
| 1     | Colin Jackson  | Großbritannien | 13,33    |
| 2     | Sven Pieters   | Belgien        | 13,36    |
| 3     | Erik Batte     | Kuba           | 13,46    |
| 4     | George Boroi   | Rumänien       | 13,56    |
| 5     | Mark McKoy     | Österreich     | 13,64    |
| 6     | Claude Edorh   | Deutschland    | 13,64    |
| 7     | Igor Kováč     | Slowakei       | 13,70    |
| 8     | Andrei Kislych | Russland       | 13,74    |

### Lauf 4
18:45 Uhr
Wind: +0,1 m/s
| Platz | Name              | Nation         | Zeit (s) |
| ----- | ----------------- | -------------- | -------- |
| 1     | Allen Johnson     | USA            | 13,27    |
| 2     | Emilio Valle      | Kuba           | 13,29    |
| 3     | Kyle Vander Kuyp  | Australien     | 13,49    |
| 4     | Krzysztof Mehlich | Polen          | 13,51    |
| 5     | Levente Csillag   | Ungarn         | 13,61    |
| 6     | Andrew Tulloch    | Großbritannien | 13,68    |
| 7     | Walmes de Souza   | Brasilien      | 14,12    |
| 8     | Timothy Kroeker   | Kanada         | 14,14    |

## Halbfinale
29. Juli 1996
In den beiden Halbfinalläufen qualifizierten sich die jeweils ersten vier Athleten für das Finale (hellblau unterlegt).

### Lauf 1

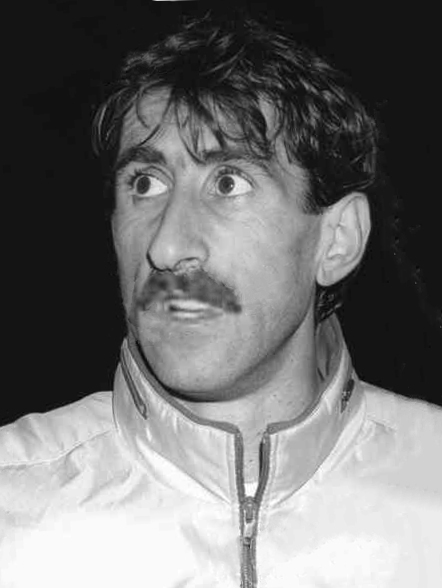
Gheorghe Boroi – ausgeschieden als Sechster des ersten Halbfinals
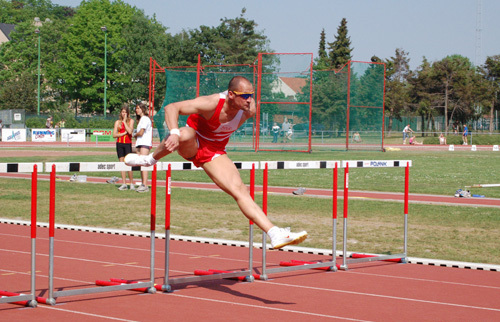
Sven Pieters (hier im Jahr 2007) – ausgeschieden als Siebter des ersten Halbfinals

18:20 Uhr
Wind: +0,5 m/s
| Platz | Name              | Nation              | Zeit (s) |
| ----- | ----------------- | ------------------- | -------- |
| 1     | Allen Johnson     | USA                 | 13,10    |
| 2     | Colin Jackson     | Großbritannien      | 13,17    |
| 3     | Emilio Valle      | Kuba                | 13,18    |
| 4     | Kyle Vander Kuyp  | Australien          | 13,38    |
| 5     | Krzysztof Mehlich | Polen               | 13,55    |
| 6     | George Boroi      | Rumänien            | 13,57    |
| 7     | Sven Pieters      | Belgien             | 13,59    |
| 8     | Eric Kaiser       | Deutschland         | 13,59    |
| 9     | Li Tong           | Volksrepublik China | 13,60    |

### Lauf 2
18:26 Uhr
Wind: +1,7 m/s
| Platz | Name                | Nation      | Zeit (s) |
| ----- | ------------------- | ----------- | -------- |
| 1     | Florian Schwarthoff | Deutschland | 13,13    |
| 2     | Eugene Swift        | USA         | 13,21    |
| 3     | Mark Crear          | USA         | 13,22    |
| 4     | Erik Batte          | Kuba        | 13,26    |
| 5     | Vincent Clarico     | Frankreich  | 13,43    |
| 6     | Robert Foster       | Jamaika     | 13,49    |
| 7     | Igors Kazanovs      | Lettland    | 14,13    |
| DNF   | Johan Lisabeth      | Belgien     |          |

## Finale
29. Juli 1996, 20:50 Uhr
Wind: +0,6 m/s
| Platz | Name                | Nation         | Zeit (s) | Anmerkung |
| ----- | ------------------- | -------------- | -------- | --------- |
| 1     | Allen Johnson       | USA            | 12,95    | OR        |
| 2     | Mark Crear          | USA            | 13,09    |           |
| 3     | Florian Schwarthoff | Deutschland    | 13,17    |           |
| 4     | Colin Jackson       | Großbritannien | 13,19    |           |
| 5     | Emilio Valle        | Kuba           | 13,20    |           |
| 6     | Eugene Swift        | USA            | 13,23    |           |
| 7     | Kyle Vander Kuyp    | Australien     | 13,40    |           |
| 8     | Erik Batte          | Kuba           | 13,43    |           |

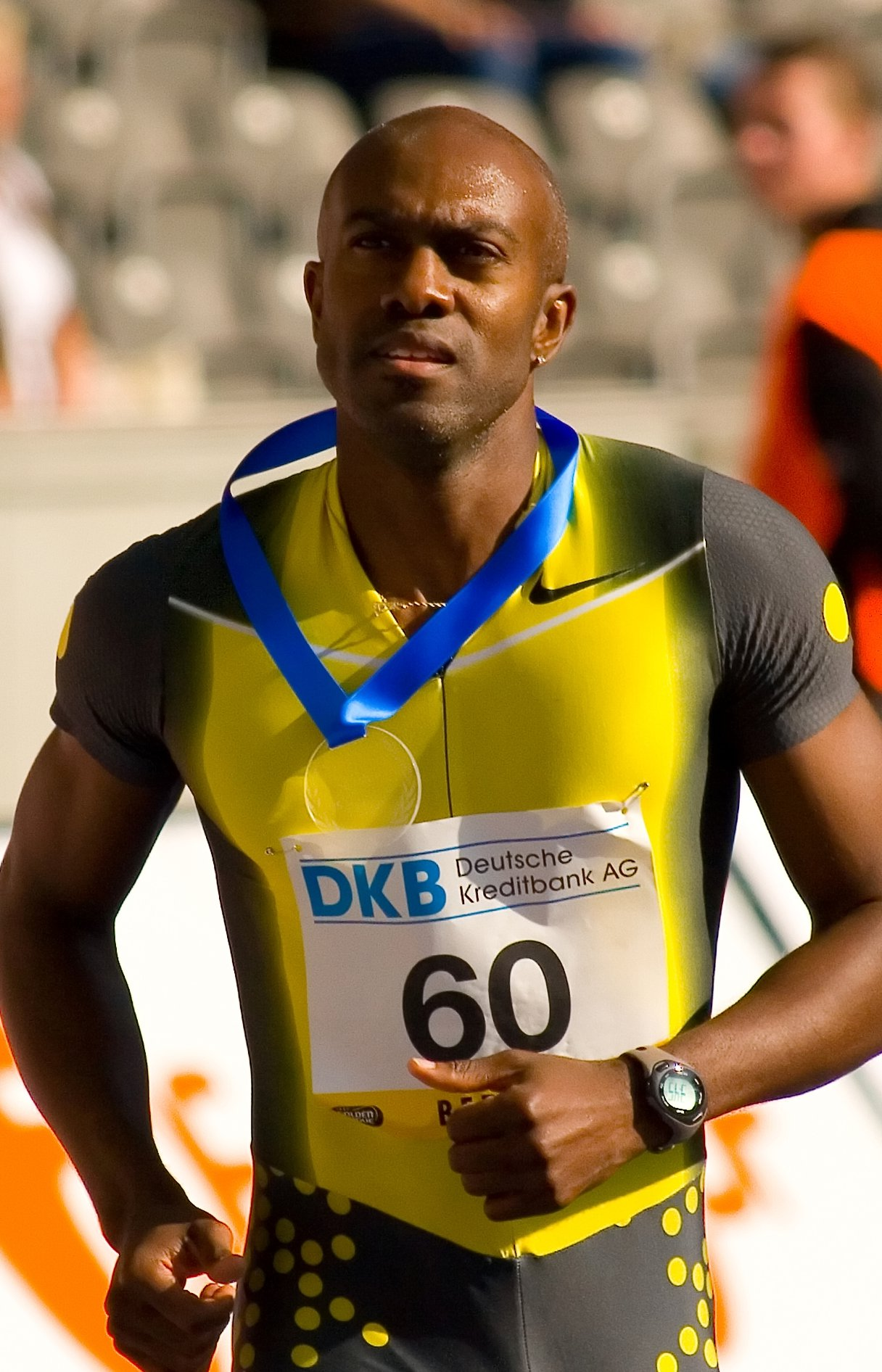
Olympiasieger Allen Johnson

Für das Finale hatten sich alle drei US-Amerikaner sowie zwei Kubaner qualifiziert. Komplettiert wurde das Finalfeld durch je einen Starter aus Australien, Deutschland und Großbritannien.
Als Favoriten galten der US-amerikanische Weltmeister Allen Johnson und der Europameister Colin Jackson aus Großbritannien, der damals Inhaber des Weltrekords war. Anwärter für vordere Platzierungen waren zudem der britische Vizeweltmeister Tony Jarrett und der deutsche Vizeeuropameister Florian Schwarthoff. Von ihnen war Jarrett allerdings bereits im Viertelfinale wegen einer Behinderung disqualifiziert worden und damit ausgeschieden.
Johnson kam sehr schnell aus den Blöcken. Er nahm die Hürden beeindruckend schnell und fehlerlos. An der vierten Hürde war sein Landsmann Mark Crear ihm noch am nächsten. Jackson konnte da nicht mithalten und lag deutlich zurück. Schwarthoff dagegen war zwar nicht so gut gestartet, kam aber immer besser ins Rennen und gewann hinter Olympiasieger Allen Johnson und dem Zweiten Mark Crear die Bronzemedaille. Johnson verbesserte Roger Kingdoms Olympiarekord um drei Hundertstelsekunden. Jackson kam zwei Hundertstelsekunden hinter Schwarthoff auf Platz vier vor dem Kubaner Emilio Valle und dem US-Amerikaner Eugene Swift.
Im 23. olympischen Finale lief Allen Johnson zum achtzehnten US-Sieg über 110 Meter Hürden. Es war zugleich der dreizehnte Doppelsieg von US-Athleten in dieser Disziplin.

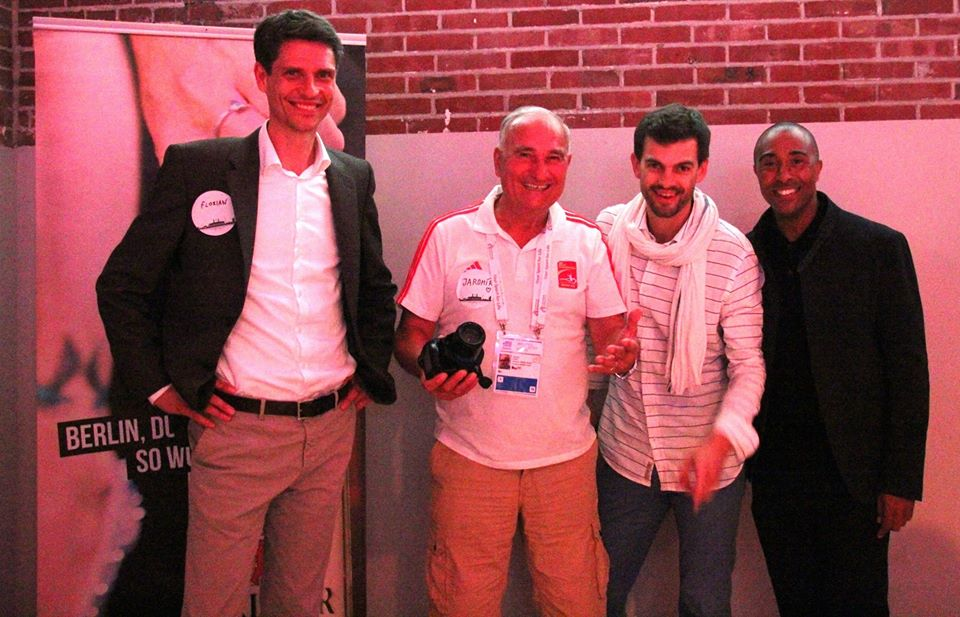
Florian Schwarthoff (links, im Jahr 2016) errang die Bronzemedaille (ganz rechts der hier viertplatzierte Colin Jackson)
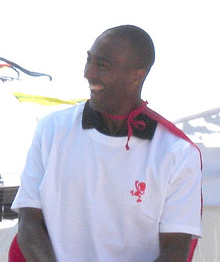
Um zwei Hundertstelsekunden verpasste der Weltrekordinhaber Colin Jackson mit seinem vierten Rang die Bronzemedaille

## Videolinks
- 6373 Olympic 1996 110m Hurdles, youtube.com, abgerufen am 4. Januar 2022
- Men's 110m Hurdles Final Atlanta Olympics 1996, youtube.com, abgerufen am 1. März 2018